# 1300-е годы до н. э.
1300-е (ты́сяча трёхсо́тые) го́ды до на́шей э́ры по пролептическому юлианскому календарю — промежуток времени с 1 января 1309 года до н. э. по 31 декабря 1300 года до н. э., включающий с 1309 по 1301 годы 10-го десятилетия XIV века и 1300 год 1-го десятилетия XIII века 2-го тысячелетия до н. э. Им предшествовали 1310-е годы до н. э., за ними следовали 1290-е годы до н. э. Они закончились 3325 лет назад.

## События

### Ассирия
- 1308 до н. э. — царь Адад-нирари I (1308—1275 до н. э.) правит в Ассирийской империи.
- 1304 до н. э. — Адад-нирари I идёт войной в Сирию на Каркемиш и достигает Евфрата.
- 1302 до н. э. — Адад-нирари I принуждает касситов из Кардуниас[англ.] на территориальные уступки.

### Египет
- 1308 до н. э. — фараон Хоремхеб и царь Мурсили II подписывают мирный договор
- 1307 до н. э. — фараон Рамзес I (1307—1306 до н. э.), первый фараон из 19-й династии Египта
- 1306 до н. э. — фараон Сети I (1306—1290 до н. э.), второй фараон из 19-й династии Египта
- 1303 до н. э. — Сети I начал кампанию в прибрежных районах Палестины
- 1300 до н. э. — принц Рамсес II был назначен соправителем египетский империи

### Греция
- 1308 до н. э. — микенская знать назначает Амфиона и Зефа наследниками престола в Фивах
- 1301 до н. э. — царь Лаий (1301—1290 до н. э.) возвращается из ссылки в городе Элис

### Месопотамия
- 1300 до н. э. — царь Васашатта (1300—1280 до н. э.) принимает вассалитет Митанни

## Скончались
- Норайр I Айказуни (арм. Նորայր Ա Հայկազունի) — 22-й царь Армении, правивший в 1326—1302 гг. до н. э. из династии Айкидов, сын Шаварша, отец Встама.